# Ацилотропія
Ацилотропія (рос. ацилотропия, англ. acylotropism) — міграція ацильних груп, таутомерія, що полягає в рівноважному переносі ацильної групи або залишка СH-кислоти між гетероатомами в сполуках:
AcO–CR=CR'–CR"=O → O=CR–CR'=CR"–OAc